# UFC Connected
UFC Connected es un programa de televisión dedicado a Ultimate Fighting Championship y otras noticias, entrevistas y eventos relacionados con las artes marciales mixtas. Es conducido por Joe Ferraro y se emite semanalmente los lunes a las 11 de la noche en Rogers Sportsnet. Llamado originalmente MMA Connected, cambió su nombre el 25 de abril de 2010 para reflejar su enfoque en UFC tras la adquisición de los derechos de televisión de la misma en Canadá.